# Saint-Junien-les-Combes
Saint-Junien-les-Combes is een gemeente in het Franse departement Haute-Vienne (regio Nouvelle-Aquitaine) en telt 214 inwoners (2004). De plaats maakt deel uit van het arrondissement Bellac.

## Geografie
De oppervlakte van Saint-Junien-les-Combes bedraagt 21,5 km², de bevolkingsdichtheid is 10,0 inwoners per km².
De onderstaande kaart toont de ligging van Saint-Junien-les-Combes met de belangrijkste infrastructuur en aangrenzende gemeenten.

## Demografie
Onderstaande figuur toont het verloop van het inwonertal (bron: INSEE-tellingen).